# Copa do Mundo FIFA de 1950
A Copa do Mundo FIFA de 1950 (português brasileiro) ou  Campeonato do Mundo da FIFA 1950 (português europeu) foi a quarta edição deste evento esportivo, um torneio internacional de futebol masculino organizado pela Federação Internacional de Futebol (FIFA), que ocorreu no Brasil, anfitrião da competição pela primeira vez. Com seis cidades-sede, o campeonato começou a ser disputado no dia 24 de junho e terminou em 16 de julho, tendo partidas realizadas em Belo Horizonte, Curitiba, Porto Alegre, Recife, Rio de Janeiro e São Paulo. Foi vencida pelo Uruguai, vencendo o próprio anfitrião da edição na final e recebendo o seu segundo título.

## Histórico
Tudo teve inicio em 1946, quando Rivadávia Corrêa Meyer, presidente da Confederação Brasileira de Desportos (CBD), participou do Congresso Internacional da Fifa em Luxemburgo, que escolheria o país sede da Copa do Mundo que seria realizada quatro anos depois. Com a Europa arrasada em consequência da Segunda Guerra Mundial, inviabilizada para realizar o evento esportivo, o dirigente brasileiro Rivadávia Meyer aproveitou a oportunidade e apresentou o Brasil como opção para que a competição fosse realizada.
Os estádios já estavam prontos na época, devido à paixão dos brasileiros por futebol. O Brasil foi escolhido por unanimidade como anfitrião na época, sendo um sucesso no sentido de infraestrutura a instalações e exemplo para o mundo.
Muitos atribuem essa situação a Getúlio Vargas e sua administração, que incentivava o esporte como extensão da educação. Contudo, deve-se destacar que o Brasil viu, em 1947, a Fifa adiar a competição em um ano para que as seleções da Europa pudessem se reestruturar – a Segunda Guerra Mundial arrasou o continente e deixou o mundo sem Copas desde 1938. Foi, inclusive, por causa dos efeitos do conflito que a entidade decidiu levar o Mundial para a América do Sul e o Brasil, como candidato único, foi o eleito.
A CBF, antiga CBD, não colocou empecilhos na decisão da Fifa de adiar em um ano a competição. E, mesmo com 12 meses a mais para entregar os estádios, o Brasil conseguiu se complicar. Não havia exigências com transporte, aeroportos, hospitais ou outros itens de infraestrutura. O único pedido era estádios “padrão Fifa”. O caderno de encargos da entidade não tinha 420 páginas como hoje. A Fifa só pedia arquibancadas para no mínimo 20 mil torcedores, alambrados, cabines para a imprensa e autoridades e túneis interligando os vestiários ao gramado.
A Presidência da República chegou a formar a “Comissão de Estádios”, mas, mesmo assim, nenhum ficou pronto com antecedência – nem o Pacaembu, inaugurado em 1940, considerado moderno à época e que havia passado por uma ampla reforma.
Em março de 1950, por exemplo, foi feito o calçamento no entorno do estádio para acabar com a lama que se formava nos dias de chuva, reformado o sistema de drenagem do gramado, foram abertos dois novos portões para facilitar a entrada e a saída do público e construído um ambulatório médico. Em 1º de junho de 1950, 23 dias antes da abertura da Copa, no entanto, vistoria feita pelo presidente da Federação Italiana de Futebol e delegado da Fifa, Ottorino Barassi, constatou que o tamanho do gramado não era adequado, assim como a área da imprensa.

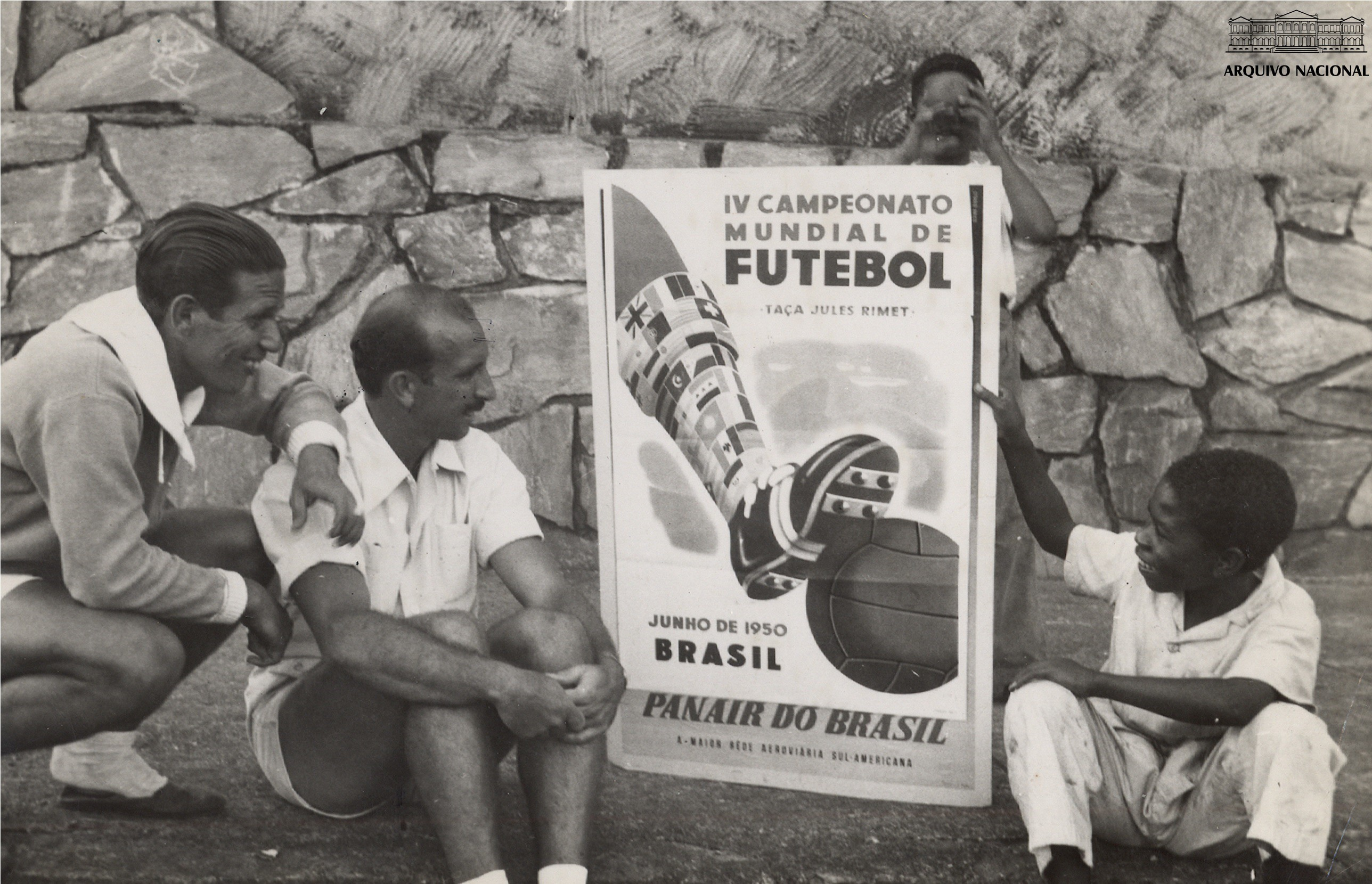
Menino segura o pôster oficial da competição junto aos jogadores Augusto e Chico, em Minas Gerais. Arquivo Nacional.

Dezesseis seleções nacionais foram qualificadas para participar desta edição do campeonato, sendo 8 delas europeias (Itália, Suécia, Suíça, Espanha, Iugoslávia, Inglaterra, Escócia e Turquia), 7 americanas (Brasil, Uruguai, Chile, Paraguai, Bolívia, Estados Unidos e México) e 1 asiática (Índia).

A seleção da Inglaterra fazia a sua primeira participação na competição. A edição teve três grandes goleadas: Uruguai 8 x 0 Bolívia, Brasil 7 x 1 Suécia e Brasil 6 x 1 Espanha. Os destaques dessa Copa foram: Roque Máspoli, Obdulio Varela, Alcides Ghiggia e Juan Schiaffino do Uruguai e Ademir de Menezes, Zizinho, Jair da Rosa Pinto e José Carlos Bauer do Brasil.

Jogo de inauguração do Estádio do Maracanã, pouco antes da Copa do Mundo de 1950. Arquivo Nacional.

Durante a década de 1940, não houvera a realização das copas previstas, pois a tragédia da Segunda Guerra Mundial mobilizara o mundo para o esforço de guerra e impedira a realização dos certames. A Federação Internacional de Futebol, entretanto, permanecera mobilizada e, tão logo quanto foi possível, tratou de marcar a disputa da IV Copa em um país fora do continente europeu, que ainda encontrava-se em reconstrução. O Brasil foi, então, o país escolhido.

Presidente Eurico Gaspar Dutra assiste o jogo de abertura da Copa do Mundo de Futebol de 1950. Arquivo Nacional.

Para a ocasião, foram construídos estádios, dentre eles o Maracanã, que, na época, era o maior do mundo. Ao longo da competição, as equipes da Índia, Turquia e Escócia desistiram; o grupo 4 ficou com apenas duas seleções: Uruguai e Bolívia. A partida direta entre eles teve, por resultado, 8 a 0 para os uruguaios.
A Copa do Mundo FIFA de 1950 não teve uma final oficialmente. As quatro equipes que se classificaram em primeiro em seus grupos formaram um novo grupo e disputaram partidas entre si. A Espanha e a Suécia foram goleadas pelo Brasil e eliminadas por placares apertados pelo Uruguai. A última partida era coincidentemente entre o primeiro e o segundo colocados, que até então não haviam perdido na competição. A última partida da copa ficou conhecida como Maracanaço e contou com o maior público de todas as partidas de todas as copas: 199.854 pessoas.
Ela ocorreu em 16 de julho no Estádio do Maracanã. O Brasil, embalado pela excelente campanha, pelo apoio da torcida, pela liderança e pelo elenco vitorioso, abriu o placar aos 47 minutos com gol de Friaça. O Uruguai, dezenove minutos depois, empatou a partida com Schiaffino. O empate daria o título do campeonato aos brasileiros. Entretanto, aos 79 minutos, Ghiggia virou o placar para os uruguaios, dando o segundo título ao Uruguai. Esta partida é considerada uma das maiores decepções da história do futebol brasileiro.
Ottorino Barassi juntamente com Stanley Rous e Sotero Cosme foram o trio formador da comissão organizadora da Copa do Mundo de 1950. Além da Copa do Mundo, Rivadávia Meyer também organizou outras competições internacionais no Brasil. Em 1952, também organizou o mundial interclubes chamado de Copa Rio, de semelhante modo ocorreu a competição internacional do Torneio Octogonal Rivadávia Corrêa Meyer, em 1953.
Em 2013, o filho de Rivadávia Meyer, o advogado Luiz Corrêa Meyer, disse ao SporTV que seu pai lamentava por não ter tido o devido reconhecimento por ter sido o principal responsável por trazer e realizar o evento da Copa do Mundo de 1950 para o Brasil, campeonato este que marcou o futebol brasileiro.

## Cenário
Por causa da Segunda Guerra Mundial, a Copa do Mundo não vinha sendo disputada desde 1938; as Copas do Mundo de 1942 e 1946 foram canceladas. Após a guerra, a Federação Internacional de Futebol desejava ressuscitar a competição assim que possível, e começaram a planejar a próxima copa. No pós-guerra, a maior parte do continente europeu estava em ruínas. Como resultado, a Federação Internacional de Futebol teve algumas dificuldades em encontrar algum país interessado em sediar o evento, uma vez que muitos governos acreditavam que o cenário mundial não favorecia uma celebração esportiva e também que era mais importante que os recursos que seriam investidos na Copa do Mundo não fossem extraídos de outras fontes mais urgentes.
Por algum tempo, a Copa do Mundo esteve em risco de não ser realizada por causa de uma falta de interesse da comunidade internacional, até que o Brasil apresentou uma proposta ao Congresso da Federação Internacional de Futebol de 1946, se oferecendo para sediar o evento, contanto que o torneio fosse realizado em 1950 (estava originalmente planejado para 1949). Brasil e Alemanha haviam sido os principais candidatos à cancelada Copa do Mundo de 1942; uma vez que tanto os torneios de 1934 e 1938 haviam sido sediados na Europa, historiadores do futebol geralmente concordam que o evento de 1942 provavelmente seria sediado por um país sul-americano. A nova proposta brasileira era muito semelhante à de 1942 e foi rapidamente aceita.

## Eliminatórias

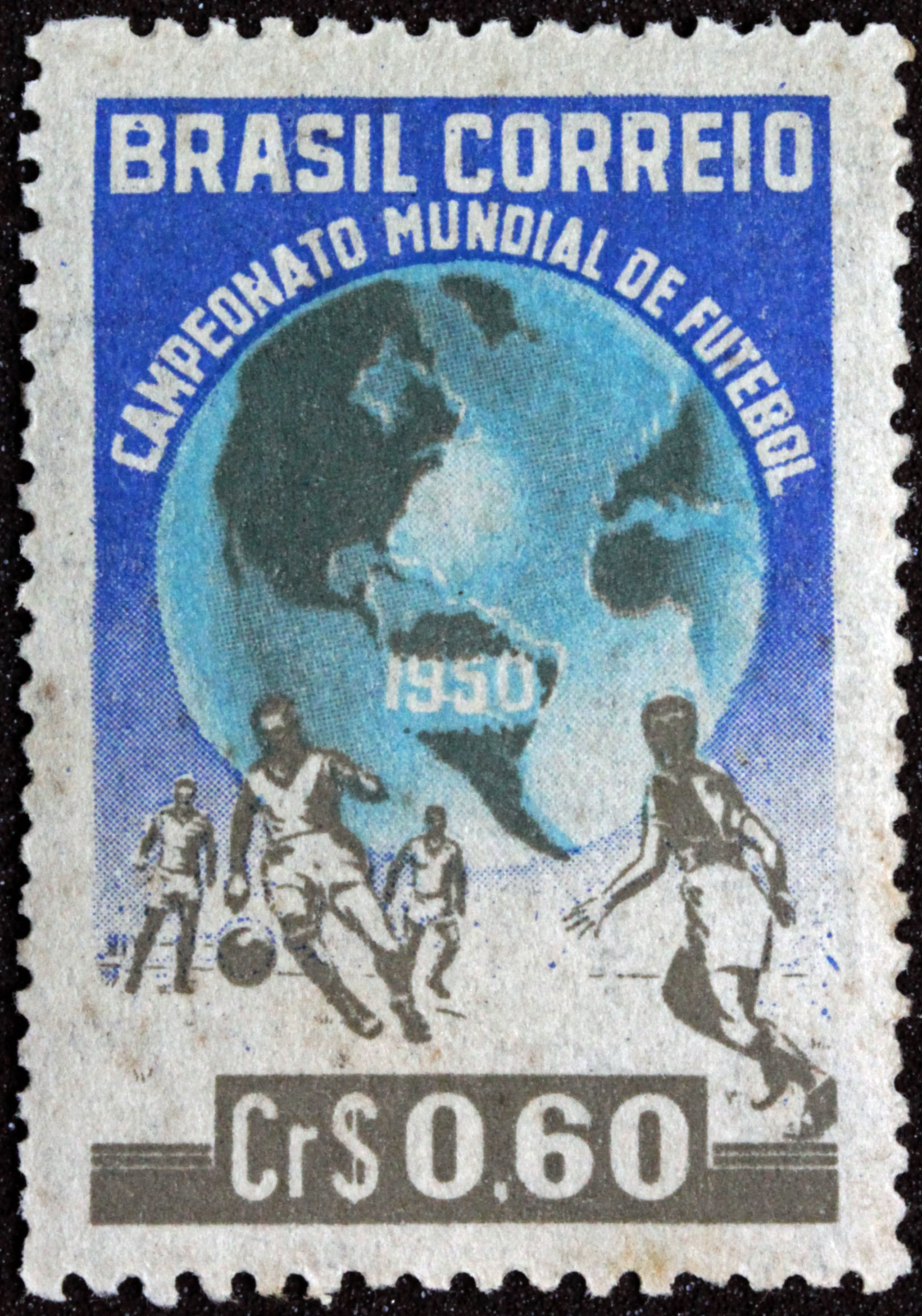

Tendo escolhido uma sede segura para o torneio, a Federação Internacional de Futebol ainda dedicaria algum tempo para convencer os países a mandar suas seleções nacionais para competir. A Itália era de um interesse particular para a entidade: os italianos eram os detentores do título (haviam sido os vencedores em 1938), mas o país estava se reconstruindo após o final da Segunda Guerra e havia pouco interesse por parte dos italianos de se inscreverem. A Azzurra foi finalmente convencida a participar, porém há rumores que a Federação Internacional de Futebol teve que custear as viagens para que a seleção italiana pudesse viajar até o Brasil, levando-se em conta também o trauma gerado pelo desastre aéreo de Superga, um ano antes.
Enquanto Itália e Áustria, duas equipes bem-sucedidas no pré-guerra, não estavam sujeitas a sanções internacionais, o Japão, ainda sob ocupação, e a ocupada e dividida Alemanha ainda não tinham permissão para competir (ambas as federações somente foram readmitidas à FIFA dois meses após a Copa). A região do Sarre, ocupada pelos franceses, foi aceita pela Federação Internacional de Futebol duas semanas antes da Copa do Mundo, vários meses antes que a federação de futebol da Alemanha Ocidental fosse reinstalada. A Alemanha Oriental ainda demoraria mais para fundar sua associação.
As nações britânicas puderam competir, tendo se reunido à Federação Internacional de Futebol quatro anos antes, após 17 anos de autoexílio. Foi decidido que o British Home Championship de 1949-50 serviria de eliminatória, com o campeão e vice se classificando. A Inglaterra terminou em primeiro e a Escócia em segundo, mas os escoceses optaram por não participar da copa. Só o fariam se tivessem conquistado o primeiro posto; mesmo com os apelos dos capitães da seleção inglesa e da própria seleção escocesa, o presidente da SFA, George Graham, não mudou seu posicionamento. A Inglaterra, em contrapartida, aceitaria participar mesmo se não saísse vencedora.
Dois outros times, Turquia e Índia, também desistiram após se classificarem. A Índia não foi por uma série de fatores: impossibilidade de arcar com as despesas da viagem, problemas na seleção do time (que levaram à falta de tempo para preparação) e a decisão da federação de priorizar as Olimpíadas, além da proibição da FIFA ao time jogar descalço, como fez nas Olimpíadas de 1948 (o que depois foi admitido pelo então capitão da equipe, Saileen Manna, como uma desculpa para encobrir os outros fatores). Portugal, Irlanda e França foram convidados para repor as vagas, mas declinaram. Inicialmente a França concordou em jogar, mas depois reclamou que as partidas de seu grupo compreenderiam uma distância de mais de 3.000 quilômetros. Os franceses disseram aos brasileiros que não sairiam de casa se isto não fosse mudado. A Federação Brasileira recusou e a França desistiu. Sendo assim, ainda que 16 times estivessem originalmente previstos (já reduzidos para 15 com a recusa da Escócia), somente 13 tomaram parte no torneio.

## Locais
Seis cidades sediaram o torneio:
- Belo Horizonte:

O Estádio Raimundo Sampaio (Independência) foi construído para a Copa do Mundo e era pertencente na época ao Sete de Setembro Futebol Clube, tinha capacidade, na época, para 15 mil pessoas e recebeu 3 partidas pela competição. Atualmente o América Mineiro manda seus jogos neste estádio.
- Curitiba:

O Estádio Durival Britto e Silva (Vila Capanema) era pertencente ao então Clube Atlético Ferroviário (Clube já extinto, que após uma série de fusões, se tornou o Paraná Clube) tinha capacidade, na época, para aproximadamente 10 mil pessoas e recebeu 2 jogos.
- Porto Alegre:

O Estádio dos Eucaliptos tinha como mandante à época o Internacional, e capacidade para 12 mil pessoas. O complexo, que recebeu dois jogos da competição, foi demolido em 2012.
- Recife:

O Estádio Adelmar da Costa Carvalho (Ilha do Retiro), pertencente ao Sport, foi reformado para a competição e tinha capacidade, na época, de 18 mil pessoas. Na metade do século XX, Recife, Rio de Janeiro e São Paulo eram as únicas cidades brasileiras com mais de meio milhão de habitantes, então a capital pernambucana foi escolhida a representante da Região Nordeste. Receberia dois jogos, mas com a desistência da França, que se recusou a participar da competição porque jogaria em Porto Alegre e no Recife, a uma distância de 3.779 quilômetros, a cidade abrigou somente 1 partida.
- Rio de Janeiro:

O Estádio Jornalista Mário Filho (Maracanã) foi construído para a Copa do Mundo e tinha a intenção de ser o maior estádio do mundo. O principal palco da Copa tinha a capacidade, na época, de 155 mil pessoas e recebeu 8 jogos, dentre eles 4 da Seleção Brasileira e a final.
- São Paulo:

O Estádio Paulo Machado de Carvalho (Pacaembu) foi o segundo maior estádio da Copa com capacidade, na época, de 60 mil pessoas. Recebeu 6 jogos, dentre elas 1 da Seleção Brasileira.
| Belo Horizonte Porto Alegre São Paulo Rio de Janeiro Curitiba Recife |                                   |                                  |                                |
| Belo Horizonte Porto Alegre São Paulo Rio de Janeiro Curitiba Recife | Rio de Janeiro, Rio de Janeiro    | São Paulo, São Paulo             | Belo Horizonte, Minas Gerais   |
| -------------------------------------------------------------------- | --------------------------------- | -------------------------------- | ------------------------------ |
| Belo Horizonte Porto Alegre São Paulo Rio de Janeiro Curitiba Recife | Estádio do Maracanã               | Estádio do Pacaembu              | Estádio Independência          |
| Belo Horizonte Porto Alegre São Paulo Rio de Janeiro Curitiba Recife | 22° 54′ 43,8″ S, 43° 13′ 48,59″ O | 23° 32′ 55,1″ S, 46° 39′ 54,4″ O | 19° 54′ 30″ S, 43° 55′ 04″ O   |
| Belo Horizonte Porto Alegre São Paulo Rio de Janeiro Curitiba Recife | Capacidade: 155.000               | Capacidade: 60.000               | Capacidade: 15.000             |
| Belo Horizonte Porto Alegre São Paulo Rio de Janeiro Curitiba Recife |                                   |                                  |                                |
| Belo Horizonte Porto Alegre São Paulo Rio de Janeiro Curitiba Recife | Recife, Pernambuco                | Porto Alegre, Rio Grande do Sul  | Curitiba, Paraná               |
| Belo Horizonte Porto Alegre São Paulo Rio de Janeiro Curitiba Recife | 8° 03′ 46,63″ S, 34° 54′ 10,73″ O | 30° 03′ 42″ S, 51° 13′ 38″ O     | 25° 26′ 22″ S, 49° 15′ 21″ O   |
| Belo Horizonte Porto Alegre São Paulo Rio de Janeiro Curitiba Recife | Estádio Ilha do Retiro            | Estádio dos Eucaliptos           | Estádio Durival Britto e Silva |
| Belo Horizonte Porto Alegre São Paulo Rio de Janeiro Curitiba Recife | Capacidade: 18.000                | Capacidade: 12.000               | Capacidade: 10.000             |
| Belo Horizonte Porto Alegre São Paulo Rio de Janeiro Curitiba Recife |                                   |                                  |                                |

## Árbitros

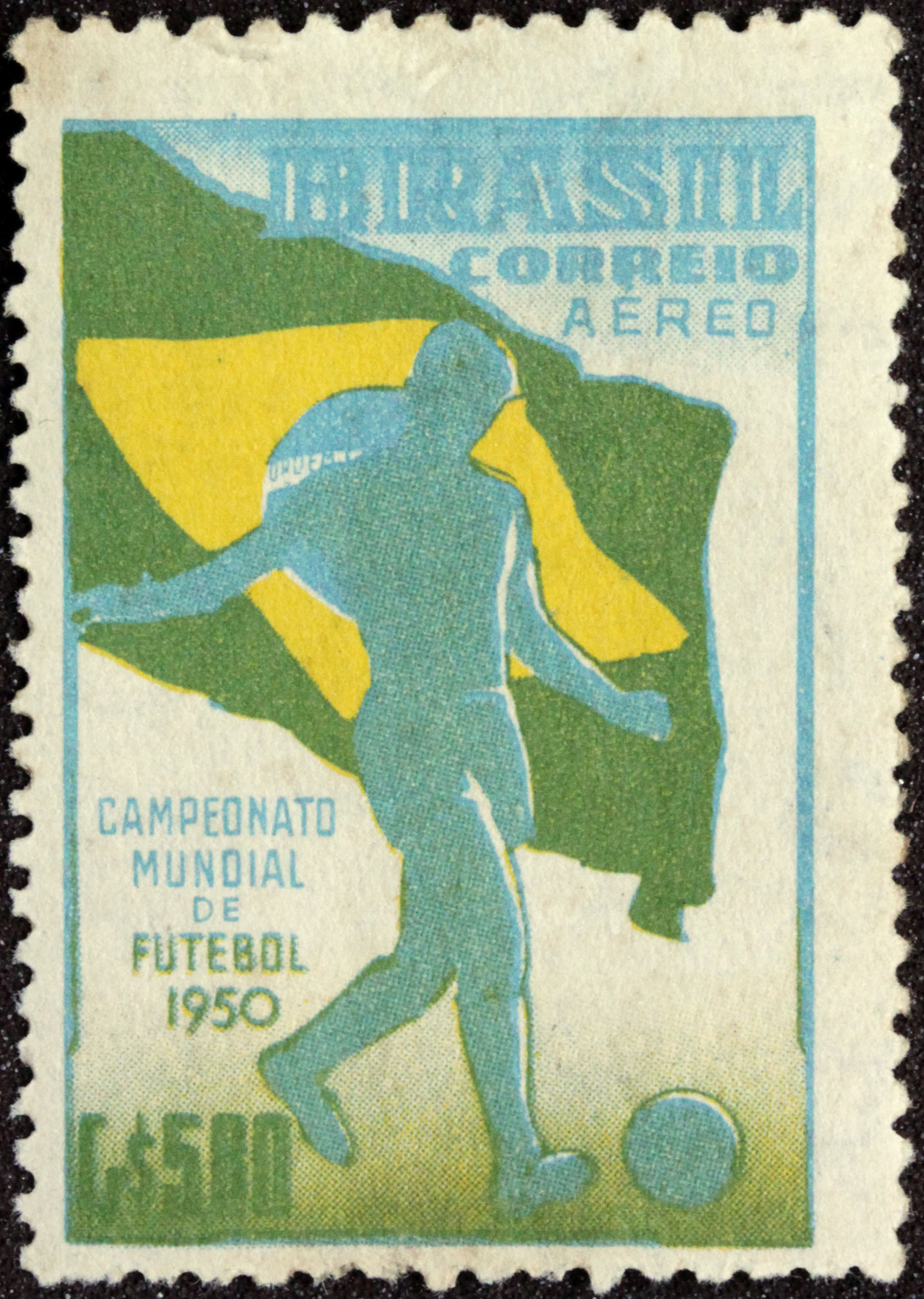

| Europa - AUT Alois Beranek - SCO George Mitchell - José García Carrión - Ramón Roma Azon - FRA Charles de La Salle - WAL Benjamin Griffiths - NED Karel van der Meer - ENG Arthur Edward Ellis - ENG George Reader - ENG Reginald Leafe - ITA Generoso Dattillo - ITA Giovanni Galeati - YUG Leo Lemešić - POR José da Costa | - SWE Gunnar Dahlner - SWE Ivan Eklind - SUI Jean Lutz Americas - BOL Alfredo Álvarez - BRA Alberto da Gama Malcher - BRA Mario Gardelli - BRA Mario Gonçalves Vianna - CHI Sergio Bustamante - USA Prudencio Garcia - MEX Estevez Texada - PAR Cayetano de Nicola - PAR Mario Ruben Heyen |

## A competição
Na 1ª fase, o Brasil venceu por 4 a 0 o México, empatou por 2 a 2 com a Suíça (neste jogo o Brasil atuou com jogadores paulistas, pois o jogo foi no Pacaembu o único fora do Maracanã, desfigurando a seleção) e venceu a Iugoslávia por 2 a 0.
Uma das grandes decepções foi a Inglaterra, que perdeu por 1 a 0 para os Estados Unidos, numa das maiores zebras de todos os tempos. No seu grupo a classificada foi a Espanha, "a fúria", que venceu a Inglaterra por 1 a 0, o Chile por 2 a 0 e os EUA por 3 a 1. O Uruguai só enfrentou a Bolívia em Recife e goleou 8 a 0. A Itália, bicampeã mundial, também caiu na 1ª fase, mas o time não era nem sombra de antes devido ao trágico acidente aéreo que vitimou o time inteiro do Torino, base da Squadra Azzurra, no ano anterior. Os classificados foram os suecos, que ganharam da Itália por 3 a 2 e empataram com o Paraguai em 2 a 2, garantindo passagem para a fase seguinte. Na final, um quadrangular inédito e único em copas: Brasil, Suécia, Espanha e Uruguai.
Brasil 7 a 1 na Suécia e Brasil 6 a 1 na Espanha garantiram a seleção brasileira uma boa vantagem frente ao Uruguai. Em 16 de julho diante de um público de 199 954 pessoas (alguns estimam cerca de 205 000 espectadores) no Maracanã, o Brasil precisava apenas empatar com o Uruguai e o troféu seria dos donos da casa. Após vitórias esmagadoras contra Espanha e Suécia, parecia certo que os brasileiros fossem ganhar o título, especialmente quando Friaça abriu o placar aos dois minutos do segundo tempo. Porém o Uruguai empatou com Juan Alberto Schiaffino e, com onze minutos faltando para o final da partida, virou o jogo com um gol de Alcides Ghiggia, tornando-se campeões da Copa do Mundo da FIFA pela segunda vez.

### O "Maracanaço"
O jogo final é conhecido como "Maracanaço", derivado de uma expressão latina  (em espanhol: Maracanazo) usada pelos adversários para provocar os brasileiros.

Gol de Friaça na final da Copa do Mundo de 1950.

O silêncio tomou conta do Maracanã às 16 horas e 50 minutos do dia 16 de julho. O Brasil precisava de um empate. Saiu ganhando e perdeu por 2 a 1. Desolados, os quase 200 mil torcedores demoraram mais de meia hora para deixar o estádio. O time brasileiro fez trinta lances a gol (dezessete no primeiro tempo e treze no segundo). Os jogadores cometeram quase o dobro de faltas, um total de 21, contra apenas onze do Uruguai. A equipe uruguaia jogou três jogos de futebol na Copa Rio Branco contra o Brasil alguns meses antes da Copa do Mundo, que resultou em duas vitórias brasileiras (3-2 e 1-0) e uma uruguaia (4-3). Assim, a diferença de qualidade entre as duas equipes não foi excessiva, embora a superioridade do ataque brasileiro fosse reconhecível.
O presidente da Federação Internacional de Futebol, Jules Rimet, conta um caso curioso no seu livro La historie merveilleuse de la Cope du Monde: "Ao término do jogo, eu deveria entregar a copa ao capitão do time vencedor. Uma vistosa guarda de honra se formaria desde a entrada do campo até o centro do gramado, onde estaria me esperando, alinhada, a equipe vencedora (naturalmente, a do Brasil). Depois que o público houvesse cantado o hino nacional, eu teria procedido a solene entrega do troféu. Faltando poucos minutos para terminar a partida (estava 1 a 1 e ao Brasil bastava apenas o empate), deixei meu lugar na tribuna de honra e, já preparando os microfones, me dirigi aos vestiários, ensurdecido com a gritaria da multidão".
Aconselhado a descer devagar a escada até o vestiário, Jules Rimet ia acompanhado por delegados da Federação Internacional de Futebol, dirigentes brasileiros e guardas armados com a missão de proteger a taça de ouro:
"Eu seguia pelo túnel, em direção ao campo. Na saída do túnel, um silêncio desolador havia tomado o lugar de todo aquele júbilo. Não havia guarda de honra, nem hino nacional, nem entrega solene. Achei-me sozinho, no meio da multidão, empurrado para todos os lados, com a copa debaixo do braço".
Jules Rimet não conseguiu entregar a taça e decidiu se retirar. Mas logo depois voltou e Obdulio Varela recebeu a taça. Rimet disse: "Estou feliz pela vitória que vocês acabam de conquistar. Cheia de mérito, sobretudo por ter sido inesperada. Com minhas felicitações".
Na tentativa de encontrar um culpado para a derrota do Brasil, os supersticiosos de plantão culparam a troca do local de concentração na véspera da final, ou ainda culpam o uniforme, alegando que este deu azar para a seleção. A partir daí, a seleção abandonou o branco e passou a jogar com o seu clássico uniforme amarelo. Outros culpam Flávio Costa pelas 2 horas de missa na manhã do jogo impostas pelo treinador aos jogadores, que rezaram de pé. Curiosamente, nenhuma culpa foi atribuída à intromissão de dirigentes e políticos, que atrapalhou a concentração dos jogadores antes do jogo decisivo, ou ao ufanismo e excesso de empolgação da imprensa, que levou a uma comemoração antecipada sem que tudo estivesse decidido.

## Portugalna Copa
Portugal não chegou à fase final e uma vez mais foi afastado pela Espanha em 2 jogos. A 2 de abril de 1950, em Madrid, a Espanha ganhou 5-1 com gols de Zarra, Basora, Panizo (2) e Molowny, e Cabrita. Em Lisboa, a 9 de abril de 1950, Portugal empatou 2-2 com gols de Travassos e Jesus Correia, e Zarra e Gaínza.
Bem perto do início da fase final, diversas equipes desistiram, e a organização brasileira convidou Portugal a participar, mas o convite foi declinado.

## Sorteio
O sorteio foi realizado no Itamaraty no Rio de Janeiro no dia 22 de Maio de 1950.
Os cabeças de chave foram Brasil, Inglaterra, Itália e Uruguai.
O número de desistências próximo ao início do torneio resultou em um número desigual de equipes nos grupos, de forma que somente os Grupos 1 e 2 ficaram com o número previsto de quatro participantes. Índia e França ainda fizeram parte do sorteio antes de anunciar suas desistências; a Índia completaria o Grupo 3 ao lado de Itália, Suécia e Paraguai, enquanto a França faria parte do Grupo 4, já alijado pela recusa da Escócia, junto com Uruguai e Bolívia. Com o anúncio das desistências dessas duas equipes, o Grupo 3 ficou com apenas três integrantes, e foi gerado o fato insólito de o Grupo 4 ter ficado com apenas duas equipes, e assim ser decidido em uma única partida.

## Fase inicial
|  | Equipes classificadas para o Quadrangular final |
|  | Equipes eliminadas                              |

### Grupo 1
| Pos. | Seleção    | Pts | J | V | E | D | GP | GC | SG |
| ---- | ---------- | --- | - | - | - | - | -- | -- | -- |
| 1    | Brasil     | 5   | 3 | 2 | 1 | 0 | 8  | 2  | +6 |
| 2    | Iugoslávia | 4   | 3 | 2 | 0 | 1 | 7  | 3  | +4 |
| 3    | Suíça      | 3   | 3 | 1 | 1 | 1 | 4  | 6  | –2 |
| 4    | México     | 0   | 3 | 0 | 0 | 3 | 2  | 10 | –8 |

| 24 de junho | Brasil                                    | 4 – 0     | México | Estádio do Maracanã, Rio de Janeiro        |
| 15:00       | Ademir 30', 79' · Jair 65' · Baltazar 71' | Relatório |        | Público: 81 649 Árbitro: ENG George Reader |

| 25 de junho | Iugoslávia                               | 3 – 0     | Suíça | Estádio Independência, Belo Horizonte        |
| 15:00       | Mitić 59' · Tomašević 70' · Ognjanov 75' | Relatório |       | Público: 7 336 Árbitro: ITA Giovanni Galeati |

| 28 de junho | Brasil                    | 2 – 2     | Suíça           | Estádio do Pacaembu, São Paulo               |
| 15:00       | Alfredo 3' · Baltazar 32' | Relatório | Fatton 17', 88' | Público: 42 032 Árbitro: ESP Ramón Roma Azon |

| 28 de junho | Iugoslávia                                        | 4 – 1     | México           | Estádio dos Eucaliptos, Porto Alegre        |
| 15:15       | Bobek 19' · Z. Čajkovski 22', 62' · Tomašević 81' | Relatório | Ortiz 89' (pen.) | Público: 11 078 Árbitro: ENG Reginald Leafe |

| 1 de julho | Brasil                  | 2 – 0     | Iugoslávia | Estádio do Maracanã, Rio de Janeiro           |
| 15:00      | Ademir 4' · Zizinho 69' | Relatório |            | Público: 142 429 Árbitro: WAL Sandy Griffiths |

| 2 de julho | Suíça                   | 2 – 1     | México      | Estádio dos Eucaliptos, Porto Alegre    |
| 15:40      | Bader 10' · Antenen 44' | Relatório | Casarín 89' | Público: 3 580 Árbitro: SWE Ivan Eklind |

### Grupo 2
| Pos. | Seleção        | Pts | J | V | E | D | GP | GC | SG |
| ---- | -------------- | --- | - | - | - | - | -- | -- | -- |
| 1    | Espanha        | 6   | 3 | 3 | 0 | 0 | 6  | 1  | +5 |
| 2    | Inglaterra     | 2   | 3 | 1 | 0 | 2 | 2  | 2  | 0  |
| 3    | Chile          | 2   | 3 | 1 | 0 | 2 | 5  | 6  | –1 |
| 4    | Estados Unidos | 2   | 3 | 1 | 0 | 2 | 4  | 8  | –4 |

| 25 de junho | Inglaterra                  | 2 – 0     | Chile | Estádio do Maracanã, Rio de Janeiro             |
| 15:00       | Mortensen 27' · Mannion 51' | Relatório |       | Público: 29 703 Árbitro: NED Karel van der Meer |

| 25 de junho | Espanha                           | 3 – 1     | Estados Unidos | Estádio Durival Britto, Curitiba         |
| 15:00       | Igoa 81' · Basora 83' · Zarra 89' | Relatório | Pariani 17'    | Público: 9 511 Árbitro: BRA Mário Vianna |

| 29 de junho | Espanha                | 2 – 0     | Chile | Estádio do Maracanã, Rio de Janeiro                  |
| 15:00       | Basora 17' · Zarra 30' | Relatório |       | Público: 19 790 Árbitro: BRA Alberto da Gama Malcher |

| 29 de junho | Estados Unidos | 1 – 0     | Inglaterra | Estádio Independência, Belo Horizonte          |
| 15:00       | Gaetjens 38'   | Relatório |            | Público: 10 151 Árbitro: ITA Generoso Dattillo |

| 2 de julho | Espanha   | 1 – 0     | Inglaterra | Estádio do Maracanã, Rio de Janeiro           |
| 15:00      | Zarra 48' | Relatório |            | Público: 74 462 Árbitro: ITA Giovanni Galeati |

| 2 de julho | Chile                                                     | 5 – 2     | Estados Unidos                | Estádio Ilha do Retiro, Recife             |
| 15:00      | Robledo 16' · Cremaschi 32', 60' · Prieto 54' · Riera 82' | Relatório | Wallace 47' · Maca 48' (pen.) | Público: 8 501 Árbitro: BRA Mario Gardelli |

### Grupo 3
| Pos. | Seleção  | Pts | J | V | E | D | GP | GC | SG |
| ---- | -------- | --- | - | - | - | - | -- | -- | -- |
| 1    | Suécia   | 3   | 2 | 1 | 1 | 0 | 5  | 4  | +1 |
| 2    | Itália   | 2   | 2 | 1 | 0 | 1 | 4  | 3  | +1 |
| 3    | Paraguai | 1   | 2 | 0 | 1 | 1 | 2  | 4  | –2 |

| 25 de junho | Suécia                            | 3 – 2     | Itália                          | Estádio do Pacaembu, São Paulo         |
| 15:00       | Jeppsson 25', 68' · Andersson 33' | Relatório | Carapellese 7' · Muccinelli 75' | Público: 50 000 Árbitro: SUI Jean Lutz |

| 28 de junho | Suécia                     | 2 – 2     | Paraguai                    | Estádio Durival Britto, Curitiba            |
| 15:30       | Sundqvist 24' · Palmer 26' | Relatório | A. López 32' · C. López 89' | Público: 7 903 Árbitro: SCO George Mitchell |

| 2 de julho | Itália                                  | 2 – 0     | Paraguai | Estádio do Pacaembu, São Paulo                   |
| 15:00      | Carapellese 12' · Egisto Pandolfini 62' | Relatório |          | Público: 26 000 Árbitro: ENG Arthur Edward Ellis |

### Grupo 4
| Pos. | Seleção | Pts | J | V | E | D | GP | GC | SG |
| ---- | ------- | --- | - | - | - | - | -- | -- | -- |
| 1    | Uruguai | 2   | 1 | 1 | 0 | 0 | 8  | 0  | +8 |
| 2    | Bolívia | 0   | 1 | 0 | 0 | 1 | 0  | 8  | –8 |

| 2 de julho | Uruguai                                                                          | 8 – 0     | Bolívia | Estádio Independência, Belo Horizonte      |
| 15:00      | Míguez 14', 45', 56' · Vidal 18' · Schiaffino 23', 59' · Pérez 73' · Ghiggia 83' | Relatório |         | Público: ~5 000 Árbitro: ENG George Reader |

## Quadrangular final

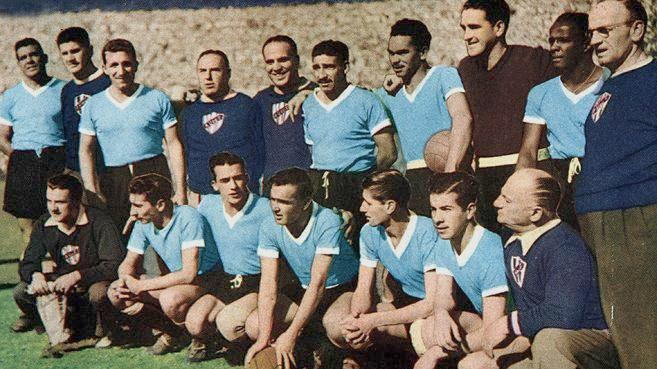
A Seleção Uruguaia posando antes da partida decisiva contra o Brasil em 1950. Em pé, da esquerda para a direita, estão Varela, o técnico López, Tejera, dois membros da delegação, Gambetta, Matías González, Máspoli, Rodríguez Andrade e outro membro da delegação; agachados, entre outros dois delegados, estão Ghiggia, Julio Pérez, Míguez, Schiaffino e Morán.

| Pos. | Seleção | Pts | J | V | E | D | GP | GC | SG  |
| ---- | ------- | --- | - | - | - | - | -- | -- | --- |
| 1    | Uruguai | 5   | 3 | 2 | 1 | 0 | 7  | 5  | +2  |
| 2    | Brasil  | 4   | 3 | 2 | 0 | 1 | 14 | 4  | +10 |
| 3    | Suécia  | 2   | 3 | 1 | 0 | 2 | 6  | 11 | –5  |
| 4    | Espanha | 1   | 3 | 0 | 1 | 2 | 4  | 11 | –7  |

| 9 de julho | Brasil                                                  | 7 – 1     | Suécia              | Estádio do Maracanã, Rio de Janeiro               |
| 15:00      | Ademir 17', 36', 52', 58' · Chico 39', 88' · Maneca 85' | Relatório | Andersson 67' (pen) | Público: 138 886 Árbitro: ENG Arthur Edward Ellis |

| 9 de julho | Espanha         | 2 – 2     | Uruguai                          | Estádio do Pacaembu, São Paulo               |
| 15:00      | Basora 32', 39' | Relatório | Ghiggia 29' · Obdulio Varela 73' | Público: 44 802 Árbitro: WAL Sandy Griffiths |

| 13 de julho | Brasil                                                                             | 6 – 1 | Espanha       | Estádio do Maracanã, Rio de Janeiro          |
| 15:00       | Ademir ou Parra (contra) 15', Jair 21' · Chico 31', 55' · Ademir 57' · Zizinho 67' | Relatório Alteração feita conforme publicado na Revista Placar - Documento Inédito - 72 anos de Seleção Brasileira. | Silvestre 71' | Público: 152 772 Árbitro: ENG Reginald Leafe |

| 13 de julho | Uruguai                       | 3 – 2     | Suécia                    | Estádio do Pacaembu, São Paulo               |
| 15:00       | Ghiggia 39' · Míguez 77', 85' | Relatório | Palmer 5' · Sundqvist 40' | Público: 7 987 Árbitro: ITA Giovanni Galeati |

| 16 de julho | Suécia                                    | 3 – 1     | Espanha   | Estádio do Pacaembu, São Paulo                  |
| 15:00       | Sundqvist 15' · Mellberg 33' · Palmer 80' | Relatório | Zarra 82' | Público: 11 227 Árbitro: NED Karel van der Meer |

| 16 de julho   | Brasil     | 1–2       | Uruguai                      | Estádio do Maracanã, Rio de Janeiro          |
| 15:00 (UTC-3) | Friaça 47' | Relatório | Schiaffino 66' · Ghiggia 79' | Público: 173,850 Árbitro: George Reader (FA) |

| Brasil | Uruguai |

## Vencedor
| Campeão da Copa do Mundo FIFA de 1950 |
| ------------------------------------- |
| Uruguai Segundo Título                |

## Artilheiros
9 gols (1)
- Ademir de Menezes

5 gols (2)
| - Estanislao Basora | - Omar Oscar Míguez |  |

4 gols (3)
| - Chico | - Telmo Zarra | - Alcides Ghiggia |

3 gols (3)
| - Karl-Erik Palmer | - Stig Sundqvist | - Juan Alberto Schiaffino |

2 gols (11)
| - Baltazar - Jair - Zizinho - Atilio Cremaschi | - John Souza - Riccardo Carapellese - Željko Čajkovski - Kosta Tomašević | - Sune Andersson - Hasse Jeppson - Jacques Fatton |

1 gol (26)
| - Alfredo - Friaça - Maneca - Andrés Prieto - Fernando Riera - Jorge Robledo - Silvestre Igoa - Frank Wallace - Gaetjens | - Stan Mortensen - Wilf Mannion - Ermes Muccinelli - Egisto Pandolfini - Stjepan Bobek - Rajko Mitić - Tihomir Ognjanov - Horacio Casarín - Héctor Ortiz | - Atilio López - César López Fretes - Bror Mellberg - Charles Antenen - René Bader - Ernesto Vidal - Julio Pérez - Obdulio Varela |

## Particularidades
- Brasil 7 a 1 Suécia e Brasil 6 a 1 Espanha foram as duas maiores goleadas da seleção em Copas.
- Alcides Ghiggia, o "carrasco" da seleção brasileira de 1950, morreu aos 88 anos no dia 16 de julho de 2015, exatamente 65 anos após a partida que sagrou a seleção uruguaia campeã daquela edição, sendo ele o último jogador que ainda estava vivo daquela partida.
- Foi a primeira Copa a  ter  números nas camisas. No entanto, a numeração não era fixa; os números de 1 a 11 eram dados aos atletas que entravam jogando em cada partida. A numeração fixa só foi instituída no torneio seguinte, na Suíça.
- O iugoslavo Rajko Mitić bateu a cabeça em uma viga do vestiário minutos antes do jogo contra o Brasil. O atacante foi obrigado a entrar em campo com atraso. Azar da Iugoslávia. Enquanto Mitić ainda estava no vestiário para receber seu curativo, o Brasil fez 1 a 0.
- Durante a Segunda Guerra Mundial, Jules Rimet transferiu a sede da Fifa de Paris para Zurique como forma de evitar a influência nazista. Falava-se que havia um plano de Hitler para levar a entidade a Berlim.
- Várias seleções desistiram de participar da Copa, como França, Turquia, Portugal, Escócia e até Índia. Em geral, os países se sentiram desencorajados pelo custo da viagem até o Brasil. Mas o caso da Escócia foi raro. Superados pelos ingleses nas Eliminatórias, os escoceses achavam que não havia motivos para disputar um torneio no qual participaria a Inglaterra.
- O goleiro chileno Sergio Livingstone se tornou o primeiro goleiro na história das Copas do Mundo a atuar com camisas de mangas curtas, algo praticamente único para a época. Isto ocorreu nas partidas em que o Chile enfrentou a Espanha no Maracanã, no Rio de Janeiro e quando enfrentou os Estados Unidos no Recife, na Ilha do Retiro.
- Com a não-participação da França, Bélgica e Romênia, que haviam participado de todas as Copas anteriores, o Brasil se tornou o único país do mundo a enviar sua seleção a todas as edições do Mundial, marca que dura até os dias atuais.
- A vitória da seleção amadora dos Estados Unidos sobre a Inglaterra é considerada a maior zebra da história das Copas, e talvez do futebol mundial. Os ingleses participavam pela primeira vez de um Mundial e chegaram ao Brasil como um dos times favoritos ao título. Enquanto isso, os norte-americanos tinham uma equipe amadora, formada basicamente por carteiros, lavadores de prato e imigrantes. O autor do gol foi Joe Gaetjens, nascido no Haiti. Na Inglaterra, o espanto foi tanto que, quando os telegramas chegaram informando o resultado, algumas agências de notícias acreditaram se tratar de um erro e informaram que a Inglaterra havia vencido por 10 a 1. Em 2005, foi lançado um filme sobre a partida, Duelo de Campeões.
- Enquanto o Brasil goleava a Espanha, o público cantava a marchinha "Touradas de Madri", composta por João de Barro, o Braguinha, em 1938.
- Curiosamente, o gol que Ghiggia marcou contra a Suécia foi originada de uma jogada na direita, onde ele ganhou na corrida do lateral-esquerdo sueco, chutando na saída do goleiro. De um jeito semelhante, ele fez o gol do título na final contra o Brasil no Maracanã, quatro dias depois.
- Cerca de 200 mil pessoas (cerca de 10% da população carioca na época) foram ao Maracanã para ver a decisão contra o Uruguai. Seria o maior público da história do futebol se não houvesse "apenas" 173.850 pagantes (o número que era registrado quando as catracas do estádio quebraram devido ao grande fluxo de pessoas). Com isso, Brasil versus Paraguai das Eliminatórias para a Copa de 1970, com 183.341, é o maior público oficial do futebol.
- Jornais da época dizem que a torcida, após a virada uruguaia, continuou incentivando a seleção brasileira, o que vai contra a lenda de que o Maracanã se silenciou nos minutos finais.
- A Itália tentou defender seu título com uma equipe fraca devido à Tragédia de Superga, acidente aéreo que matou todo o time do Torino (base da Azzurra) em 1949.
- Existe uma lenda no Maracanã que, devido a quantidade de pessoas na final (200.000 presentes), as pessoas tinham que ficar em pé e de lado para que coubesse todos no estádio.
- O Cruzeiro de Porto Alegre foi o segundo clube do mundo a ter sua camiseta usada em uma Copa do Mundo de Futebol. Isto ocorreu na partida entre México e Suíça, disputada no Estádio dos Eucaliptos em Porto Alegre. Ambas seleções tinham fardamentos vermelhos e era preciso distingui-los. Os mexicanos jogaram listrados de azul e branco e a Suíça venceu.

## Classificação final

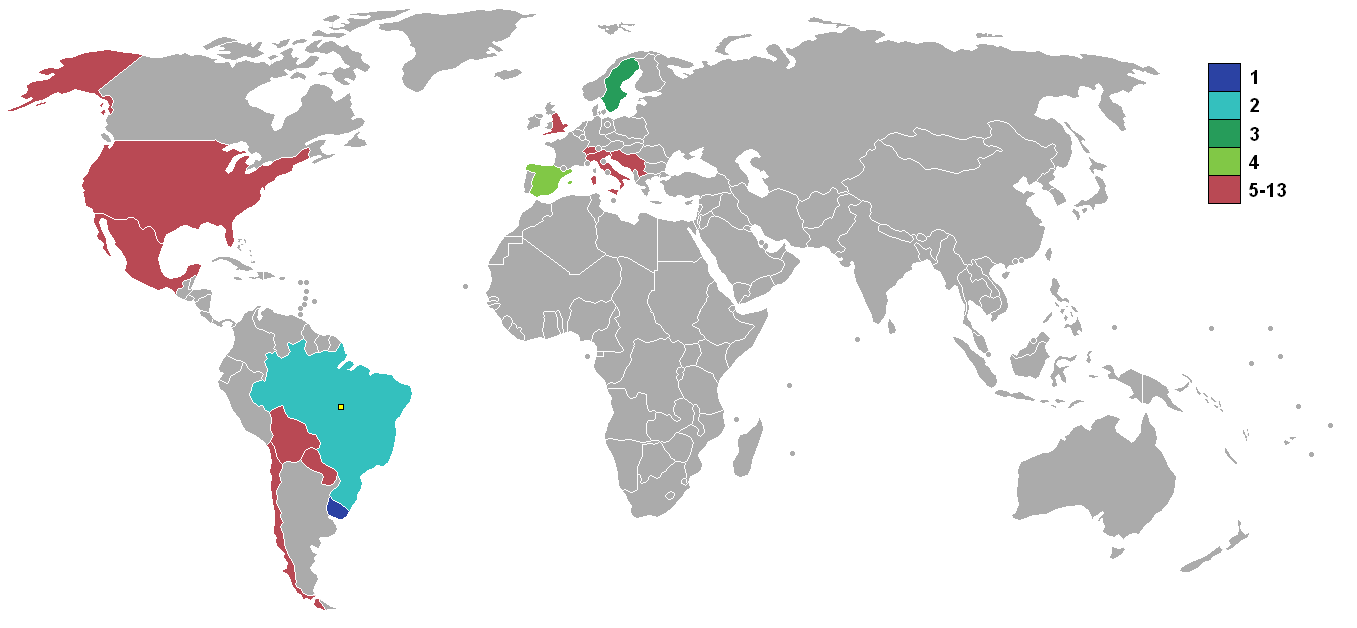

A classificação final é determinada através da fase em que a seleção alcançou e a sua pontuação, levando em conta os critérios de desempate.
| Pos.                         | Seleção        | Gr. | Pts | J | V | E | D | GP | GC | SG  |
| ---------------------------- | -------------- | --- | --- | - | - | - | - | -- | -- | --- |
| Quadrangular final           |                |     |     |   |   |   |   |    |    |     |
| 1                            | Uruguai        | 4   | 7   | 4 | 3 | 1 | 0 | 15 | 5  | +10 |
| 2                            | Brasil         | 1   | 9   | 6 | 4 | 1 | 1 | 22 | 6  | +16 |
| 3                            | Suécia         | 3   | 5   | 5 | 2 | 1 | 2 | 11 | 15 | –4  |
| 4                            | Espanha        | 2   | 7   | 6 | 3 | 1 | 2 | 10 | 12 | –2  |
| Eliminados na fase de grupos |                |     |     |   |   |   |   |    |    |     |
| 5                            | Iugoslávia     | 1   | 4   | 3 | 2 | 0 | 1 | 7  | 3  | +4  |
| 6                            | Suíça          | 1   | 3   | 3 | 1 | 1 | 1 | 4  | 6  | −2  |
| 7                            | Itália         | 3   | 2   | 2 | 1 | 0 | 1 | 4  | 3  | +1  |
| 8                            | Inglaterra     | 2   | 2   | 3 | 1 | 0 | 2 | 2  | 2  | 0   |
| 9                            | Chile          | 2   | 2   | 3 | 1 | 0 | 2 | 5  | 6  | −1  |
| 10                           | Estados Unidos | 2   | 2   | 3 | 1 | 0 | 2 | 4  | 8  | −4  |
| 11                           | Paraguai       | 3   | 1   | 2 | 0 | 1 | 1 | 2  | 4  | −2  |
| 12                           | México         | 1   | 0   | 3 | 0 | 0 | 3 | 2  | 10 | −8  |
| 13                           | Bolívia        | 4   | 0   | 1 | 0 | 0 | 1 | 0  | 8  | –8  |